# Jean-Luc Migué
Jean-Luc Migué, né à Saint-Jacques (Québec), est un économiste canadien. Il est Senior Fellow à l'Institut Fraser de Vancouver et à l'Institut économique de Montréal.

## Biographie
Diplômé en 1953, avec très grande distinction, du Collège de l'Assomption, Jean-Luc Migué a reçu en 1956 une maîtrise en économie de l'Université de Montréal. De 1958 à 1960, il était étudiant de recherche à la London School of Economics and Political Science de Londres. En 1968, il a reçu un Doctorat (PhD) en économie de l'American University de Washington.
Un des plus grands experts internationaux de la théorie des choix publics, il a été successivement professeur à l'Université Laval et à l’École nationale d’administration publique (ÉNAP), chercheur à la Banque du Canada et au Conseil économique du Canada, et Président du Conseil éditorial de l'Institut Économique de Montréal.
Membre de nombreux groupes de travail, et il a agi comme consultant auprès de plusieurs organismes publics et privés. 
Le Professeur Migué est membre de la Société du Mont Pèlerin et Fellow de la Société Royale du Canada. Il a aussi été membre de l'Association Canadienne d'Économie, la Société Canadienne de Science Économique, la Public Choice Society et l'American Economic Association, il participe aux débats publics par ses interventions régulières dans les journaux, les magazines d'actualité, la radio et la télévision. 

### Livres
Le Professeur Migué a publié de nombreux ouvrages, en français et en anglais, dont :
- Le Québec d'aujourd'hui : regards d'universitaires, Montréal, HMH Hurtubise, 1971 ;
- Le prix de la santé, avec Gérard Bélanger, Montréal, Hurtubise HMH, 1972. Aussi publié en anglais ;
- Le prix du transport au Québec, avec Gérard Bélanger et Michel Boucher, Québec, Éditeur officiel/Ministère des transports, 1978 ;
- L'économiste et la chose publique, Montréal, Presses de l'Université du Québec/Toronto, Institut d'administration publique du Canada, 1979 ;
- « Le monopole public de l'éducation : l'économie politique de la médiocrité »(Archive.org • Wikiwix • Archive.is • Google • Que faire ?), avec Richard Marceau, Sillery, Presses de l'Université du Québec, 1989 ;
- Federalism and Free Trade, Institute of Economic Affairs, 1993. Cet ouvrage, aussi publié en portugais, lui a valu en 1994 la Médaille d'Argent du Sir Antony Fisher Memorial Award. James Buchanan, père de la théorie des Choix Publics et « Prix Nobel » d'économie, faisait partie du jury ;
- Une société sclérosée — quand le mal européen gagne le Canada (l'Étincelle, Montréal, 1994) ;
- « Le choix en éducation : levier de qualité et d'efficacité! »(Archive.org • Wikiwix • Archive.is • Google • Que faire ?), 2 t., ENAP/Sainte-Catherine, Collège Charles-Lemoyne, 2 t., Québec, 1996 ;
- Étatisme et déclin du Québec, Varia et Institut économique de Montréal 1999 ;
- Le monopole de la santé au banc des accusés, Varia, 2001 ; et
- Santé publique, santé en danger, éditions de l'Institut Charles Coquelin, décembre 2005.

### Articles et chapitres
Il a publié de nombreux articles dans des revues canadiennes et internationales, dont le Canadian Journal of Economics/Revue Canadienne d'Économique, l'Actualité économique, le Cato Journal, le Journal of Law and Economics, La Revue économique, Public Choice, la Revue Française de Finances Publiques, Hacienda Publica Española, et le Journal des Économistes et des Études Humaines.

## Filmographie
Il participe au film L'Encerclement dans lequel il expose ses arguments libertariens. Il y dit notamment que les allocations familiales versées aux femmes élevant seule des enfants pousse les femmes à avoir des enfants hors mariage.